# بيلي (بركان)
بيلي ((بالروسية: Белый вулкан)‏, lit. "البركان الأبيض") هو بركان درعي بازلتي يقع وسط شبه جزيرة كامشاتكا. يقع هذا البركان في الجزء الشمالي من سلسلة سريدني.